# Grecja na Letnich Igrzyskach Olimpijskich 2016
Grecja brała udział w Letnich Igrzyskach Olimpijskich 2016 w Rio de Janeiro od 5 do 21 sierpnia 2016. Reprezentacja Grecji brała udział we wszystkich dotychczas rozegranych Letnich Igrzyskach Olimpijskich tak samo jak Australia, Wielka Brytania i Szwajcaria. Jako protoplasta Igrzysk Olimpijskich trwający w tradycji, to reprezentanci Grecji rozpoczęli ceremonię otwarcia na Maracanie.
Helleński Komitet Olimpijski zadecydował o wystawieniu kadry składającej się z 93 zawodników (56 mężczyzn i 37 kobiet), którzy reprezentowali kraj w rozmaitych konkurencjach piętnastu różnych sportów – jest to najmniejsza liczba w historii Reprezentacji Grecji na Letnich Igrzyskach Olimpijskich. Największa liczba greckich atletów występowała w sportach wodnych – łącznie takich zawodników było 29 (14 reprezentowało kraj w pływaniu, 2 w pływaniu synchronicznym, a 13 w męskiej piłce wodnej). Pojedynczy zawodnicy występowali w łucznictwie, kolarstwie ziemnym, kolarstwie górskim, kolarstwie torowym, podnoszeniu ciężarów i zapasach.
Grecka kadra zawierała 36 powracających zawodników, w tym łuczniczkę Evangelię Psarrę (najstarszą reprezentantkę Grecji na tej imprezie, która w momencie jej rozpoczęcia miała 42 lata) i pływaka Spiridona Janiotisa (dla tych osób był to piąty występ na igrzyskach). W reprezentacji Hellady było 5 olimpijczyków, dla których był to czwarty występ na tych rozgrywkach – byli to na przykład tenisista stołowy Panagiotis Gionis, gimnastyk Vlasios Maras i legenda judo Ilias Iliadis (wszyscy z nich zaczęli swoją przygodę z olimpiadą podczas Letnich Igrzysk Olimpijskich 2004). Żeglarka Sofia Bekatorou zapisała się na kartach historii jako pierwsza chorąża ceremonii otwarcia Letnich Igrzysk Olimpijskich.
Po zakończeniu Igrzysk reprezentacja Grecji na koncie miała 6 medali (3 złote, 1 srebrny i 2 brązowe). Była to olbrzymia poprawa w stosunku do wyniku z Igrzysk rozgrywanych 4 lata przedtem. Anna Korakaki została pierwszą reprezentantką Grecji od 1912, która podczas jednej olimpiady zdobyła więcej niż 1 medal (do swojego dorobku po imprezie w Rio de Janeiro mogła dopisać złoty i brązowy medal – zdobyła te trofea uczestnicząc w konkurencji strzelectwa kobiet). Pozostałe 2 złote medale trafiły do gimnastyka Elefteriosa Petruniasa i tyczkarki Katerina Stefanidi.

## Zdobyte medale
| Medal  | Zawodnik                           | Dyscyplina    | Konkurencja                | Rezultat                                                                  |
| ------ | ---------------------------------- | ------------- | -------------------------- | ------------------------------------------------------------------------- |
| Złoto  | Anna Korakaki                      | Strzelectwo   | Pistolet sportowy 25 m     | w walce o złoty medal pokonała Niemkę Monikę Karsch                       |
| Złoto  | Elefterios Petrunias               | Gimnastyka    | Ćwiczenia na kółkach       | 16,000                                                                    |
| Złoto  | Katerina Stefanidi                 | Lekkoatletyka | Skok o tyczce              | 4,85                                                                      |
| Srebro | Spiridon Janiotis                  | Pływanie      | Otwarty akwen mężczyzn     | 1:52:59,8                                                                 |
| Brąz   | Anna Korakaki                      | Strzelectwo   | Pistolet pneumatyczny 10 m | 177,7                                                                     |
| Brąz   | Pavlos Kagialis, Panagiotis Mantis | Żeglarstwo    | 470 mężczyzn               | w walce o złoty medal pokonali Amerykanów Stuarta McNaya i Davida Hughesa |

## Skład reprezentacji

### Gimnastyka
Mężczyźni
| Zawodnik               | Konkurencja | Kwalifikacje | Kwalifikacje | Kwalifikacje | Kwalifikacje | Kwalifikacje | Kwalifikacje | Kwalifikacje | Kwalifikacje | Finał    | Finał    | Finał    | Finał    | Finał    | Finał    | Finał  | Finał   | Źródło |
| Zawodnik               | Konkurencja | Przyrząd     | Przyrząd     | Przyrząd     | Przyrząd     | Przyrząd     | Przyrząd     | Razem        | Pozycja      | Przyrząd | Przyrząd | Przyrząd | Przyrząd | Przyrząd | Przyrząd | Razem  | Pozycja | Źródło |
| Zawodnik               | Konkurencja | F            | PH           | R            | V            | PB           | HB           | Razem        | Pozycja      | F        | PH       | R        | V        | PB       | HB       | Razem  | Pozycja | Źródło |
| ---------------------- | ----------- | ------------ | ------------ | ------------ | ------------ | ------------ | ------------ | ------------ | ------------ | -------- | -------- | -------- | -------- | -------- | -------- | ------ | ------- | ------ |
| Eleftherios Petrounias | Kółka       | N/A          | N/A          | 15,533       | N/A          | N/A          | N/A          | 15,833       | 2.           | N/A      | N/A      | 16,000   | N/A      | N/A      | N/A      | 16,000 | złoto   | [ 8 ]  |
| Vlasios Maras          | Drążek      | N/A          | N/A          | N/A          | N/A          | N/A          | 14,200       | 14,200       | 38.          | N/A      | N/A      | N/A      | N/A      | N/A      | N/A      | N/A    | N/A     | [ 9 ]  |

Kobiety
| Zawodniczka       | Konkurencja | Kwalifikacje | Kwalifikacje | Kwalifikacje | Kwalifikacje | Kwalifikacje | Kwalifikacje | Finał     | Finał     | Finał     | Finał     | Finał | Finał   | Źródło |
| Zawodniczka       | Konkurencja | Przyrządy    | Przyrządy    | Przyrządy    | Przyrządy    | Razem        | Pozycja      | Przyrządy | Przyrządy | Przyrządy | Przyrządy | Razem | Pozycja | Źródło |
| Zawodniczka       | Konkurencja | V            | UB           | BB           | F            | Razem        | Pozycja      | V         | UB        | BB        | F         | Razem | Pozycja | Źródło |
| ----------------- | ----------- | ------------ | ------------ | ------------ | ------------ | ------------ | ------------ | --------- | --------- | --------- | --------- | ----- | ------- | ------ |
| Vasiliki Millousi | Równoważnia | N/A          | N/A          | 13,200       | N/A          | 13,200       | 57.          | NQ        | NQ        | NQ        | NQ        | NQ    | NQ      | [ 10 ] |

#### Gimnastyka artystyczna
| Zawodnik                                                                                | Konkurencja           | Eliminacje | Eliminacje | Finał | Finał   | Źródło |
| Zawodnik                                                                                | Konkurencja           | Wynik      | Pozycja    | Wynik | Pozycja | Źródło |
| --------------------------------------------------------------------------------------- | --------------------- | ---------- | ---------- | ----- | ------- | ------ |
| Varvara Filiou                                                                          | wielobój indywidualny | 68,624     | 15.        | NQ    | NQ      | [ 11 ] |
| Ioanna Anagnostopoulou Eleni Doika Zoi Kontogianni Michaela Metallidou Stavroula Samara | zawody drużynowe      | 30,416     | 13.        | NQ    | NQ      | [ 11 ] |

### Judo
Mężczyźni
| Zawodnik           | Konkurencja | 1/32             | 1/16              | 1/8              | Ćwierćfinał      | Półfinał         | Repasaże         | Finał/ 3.miejsce | Finał/ 3.miejsce | Źródło |
| Zawodnik           | Konkurencja | Przeciwnik Wynik | Przeciwnik Wynik  | Przeciwnik Wynik | Przeciwnik Wynik | Przeciwnik Wynik | Przeciwnik Wynik | Przeciwnik Wynik | Pozycja          | Źródło |
| ------------------ | ----------- | ---------------- | ----------------- | ---------------- | ---------------- | ---------------- | ---------------- | ---------------- | ---------------- | ------ |
| Roman Moustopoulos | −81 kg      | BYE              | Turcios W 000-100 | NQ               | NQ               | NQ               | NQ               | NQ               | NQ               | [ 12 ] |
| Ilias Iliadis      | −90 kg      | BYE              | Cheng P 000-100   | NQ               | NQ               | NQ               | NQ               | NQ               | NQ               | [ 13 ] |

### Kolarstwo

#### Kolarstwo szosowe
| Zawodnik         | Konkurencja                    | Czas    | Pozycja | Źródło |
| ---------------- | ------------------------------ | ------- | ------- | ------ |
| Joanis Tamuridis | wyścig ze startu wspólnego (m) | 6:30:05 | 51.     | [ 14 ] |

#### Kolarstwo torowe
| Zawodnik           | Konkurencja | Runda 1 | Repesaż | Runda 2 | Finał   | Źródło |
| Zawodnik           | Konkurencja | Pozycja | Pozycja | Pozycja | Pozycja | Źródło |
| ------------------ | ----------- | ------- | ------- | ------- | ------- | ------ |
| Christos Wolikakis | mężczyźni   | 4.      | 1.      | 5.      | 12.     | [ 15 ] |

#### Kolarstwo górskie
| Zawodnik             | Konkurencja       | Czas    | Pozycja | Źródło |
| -------------------- | ----------------- | ------- | ------- | ------ |
| Dimitrios Antoniadis | cross-country (m) | 1:44,17 | 31.     | [ 16 ] |

### Lekkoatletyka
Mężczyźni
Konkurencje biegowe
| Zawodnik                   | Konkurencja        | Eliminacje | Eliminacje | Półfinał | Półfinał | Finał   | Finał   | Źródło |
| Zawodnik                   | Konkurencja        | Wynik      | Miejsce    | Wynik    | Miejsce  | Wynik   | Miejsce | Źródło |
| -------------------------- | ------------------ | ---------- | ---------- | -------- | -------- | ------- | ------- | ------ |
| Likurgos-Stefanos Tsakonas | 200 m              | 20,31      | 19.        | 20,93    | 23.      | NQ      | NQ      | [ 17 ] |
| Konstandinos Duwalidis     | 110 m przez płotki | 13,41      | 6.         | 13,47    | 13.      | NQ      | NQ      | [ 18 ] |
| Michael Kalomiris          | maraton            | N/A        | N/A        | N/A      | N/A      | 2:37:03 | 132.    | [ 19 ] |
| Christoforos Merousis      | maraton            | N/A        | N/A        | N/A      | N/A      | 2:29:39 | 116.    | [ 19 ] |
| Aleksandros Papamichail    | chód na 20 km      | N/A        | N/A        | N/A      | N/A      | 1:21:55 | 20.     | [ 20 ] |
| Aleksandros Papamichail    | chód na 50 km      | N/A        | N/A        | N/A      | N/A      | 3:59:21 | 28.     | [ 21 ] |

Konkurencje techniczne
| Zawodnik               | Konkurencja    | Kwalifikacje | Kwalifikacje | Finał | Finał   | Źródło |
| Zawodnik               | Konkurencja    | Wynik        | Miejsce      | Wynik | Miejsce | Źródło |
| ---------------------- | -------------- | ------------ | ------------ | ----- | ------- | ------ |
| Miltiadis Tendoglu     | skok w dal     | 7,64         | 27.          | NQ    | NQ      | [ 22 ] |
| Konstandinos Baniotis  | skok wzwyż     | 2,22         | 34.          | NQ    | NQ      | [ 23 ] |
| Konstandinos Filipidis | skok o tyczce  | 5,70         | 2.           | 5,50  | 7.      | [ 24 ] |
| Nicholas Scarvelis     | pchnięcie kulą | 19,37        | 27.          | NQ    | NQ      | [ 25 ] |
| Mihail Anastasakis     | rzut młotem    | 71,28        | 20.          | NQ    | NQ      | [ 26 ] |

Kobiety
Konkurencje biegowe
| Zawodnik              | Konkurencja        | Eliminacje | Eliminacje | Półfinał | Półfinał | Finał    | Finał   | Źródło |
| Zawodnik              | Konkurencja        | Wynik      | Miejsce    | Wynik    | Miejsce  | Wynik    | Miejsce | Źródło |
| --------------------- | ------------------ | ---------- | ---------- | -------- | -------- | -------- | ------- | ------ |
| Maria Belimbasaki     | 200 m              | 23,19      | 37.        | NQ       | NQ       | NQ       | NQ      | [ 27 ] |
| Irini Vasiliou        | 400 m              | 54,37      | 54.        | NQ       | NQ       | NQ       | NQ      | [ 28 ] |
| Alexi Pappas          | 10 000 m           | N/A        | N/A        | N/A      | N/A      | 31:36,16 | 17.     | [ 29 ] |
| Elisavet Pesiridou    | 100 m przez płotki | 13,10      | 33.        | NQ       | NQ       | NQ       | NQ      | [ 30 ] |
| Ourania Rebouli       | maraton            | N/A        | N/A        | N/A      | N/A      | 2:46:32  | 88.     | [ 31 ] |
| Sofia Riga            | maraton            | N/A        | N/A        | N/A      | N/A      | 2:49:07  | 103.    | [ 31 ] |
| Panajota Wlachaki     | maraton            | N/A        | N/A        | N/A      | N/A      | 2:59:12  | 118.    | [ 31 ] |
| Antigoni Drisbioti    | chód 20 km         | N/A        | N/A        | N/A      | N/A      | 1:32:32  | 15.     | [ 32 ] |
| Panayiota Tsinopoulou | chód 20 km         | N/A        | N/A        | N/A      | N/A      | 1:38:24  | 47.     | [ 32 ] |

Konkurencje techniczne
| Zawodniczka              | Konkurencja   | Kwalifikacje | Kwalifikacje | Finał | Finał   | Źródło |
| Zawodniczka              | Konkurencja   | Wynik        | Miejsce      | Wynik | Miejsce | Źródło |
| ------------------------ | ------------- | ------------ | ------------ | ----- | ------- | ------ |
| Chaido Aleksuli          | skok w dal    | 6,13         | 32.          | NQ    | NQ      | [ 33 ] |
| Paraskiewi Papachristu   | trójskok      | 14,43        | 2.           | 14,26 | 8.      | [ 34 ] |
| Nikoleta Kiriakopulu     | skok o tyczce | DNS          | DNS          | NQ    | NQ      | [ 35 ] |
| Katerina Stefanidi       | skok o tyczce | 4,60         | 1.           | 4,85  | złoto   | [ 35 ] |
| Hrisoula Anagnostopoulou | rzut dyskiem  | 54,84        | 26.          | NQ    | NQ      | [ 36 ] |

Siedmiobój
| Zawodniczka    | Konkurencja | 100H  | HJ   | SP    | 200 m | LJ   | JT    | 800 m   | Razem | Pozycja | Źródło |
| -------------- | ----------- | ----- | ---- | ----- | ----- | ---- | ----- | ------- | ----- | ------- | ------ |
| Sofia Ifandidu | Rezultat    | 13,99 | 1,65 | 12,97 | 26,22 | 5,51 | 54,57 | 2:30,08 | 5613  | 27.     | [ 37 ] |
| Sofia Ifandidu | Punkty      | 980   | 795  | 725   | 769   | 703  | 949   | 692     | 5613  | 27.     | [ 37 ] |

### Łucznictwo
| Zawodnik         | Konkurencja       | Runda rankingowa | Runda rankingowa | 1/32             | 1/16             | 1/8              | Ćwierćfinały     | Półfinały        | Finał            | Finał   | Źródło |
| Zawodnik         | Konkurencja       | Wynik            | Miejsce          | Przeciwnik Wynik | Przeciwnik Wynik | Przeciwnik Wynik | Przeciwnik Wynik | Przeciwnik Wynik | Przeciwnik Wynik | Pozycja | Źródło |
| ---------------- | ----------------- | ---------------- | ---------------- | ---------------- | ---------------- | ---------------- | ---------------- | ---------------- | ---------------- | ------- | ------ |
| Evangelia Psarra | indywidualnie (k) | 596              | 55.              | Kawanaka P 3-7   | NQ               | NQ               | NQ               | NQ               | NQ               | NQ      | [ 38 ] |

### Piłka wodna
Turniej mężczyzn
- Reprezentacja Grecji

| - Konstantinos Flegkas - Emmanouil Mylonakis - Georgios Dervisis - Konstantinos Genidounias - Ioannis Fountoulis - Kyriakos Pontikeas - Christos Afroudakis |  | - Evangelos Delakas - Konstantinos Mourikis - Christodoulos Kolomvos - Alexandros Gounas - Angelos Vlachopoulos - Stefanos Galanopoulos |

| Drużyna | Konkurencja | Faza grupowa     | Faza grupowa     | Faza grupowa     | Faza grupowa     | Faza grupowa     | Faza grupowa | Ćwierćfinały     | Półfinały        | Finał            | Pozycja | Źródło |
| Drużyna | Konkurencja | Przeciwnik Wynik | Przeciwnik Wynik | Przeciwnik Wynik | Przeciwnik Wynik | Przeciwnik Wynik | Pozycja      | Przeciwnik Wynik | Przeciwnik Wynik | Przeciwnik Wynik | Pozycja | Źródło |
| ------- | ----------- | ---------------- | ---------------- | ---------------- | ---------------- | ---------------- | ------------ | ---------------- | ---------------- | ---------------- | ------- | ------ |
| Grecja  | mężczyźni   | Japonia 8:7      | Serbia 9:9       | Węgry 8:8        | Brazylia 9:4     | Australia 7:12   | 2.           | Włochy 5:9       | Hiszpania 9:7    | Węgry 10:12      | 6.      | [ 41 ] |

### Pływanie
Mężczyźni
| Zawodnik                                                                    | Konkurencja       | Eliminacje | Eliminacje | Półfinał | Półfinał | Finał     | Finał   | Źródło |
| Zawodnik                                                                    | Konkurencja       | Czas       | Miejsce    | Czas     | Miejsce  | Czas      | Miejsce | Źródło |
| --------------------------------------------------------------------------- | ----------------- | ---------- | ---------- | -------- | -------- | --------- | ------- | ------ |
| Odysseas Meladinis                                                          | 50 m dowolnym     | 22,47      | 33.        | NQ       | NQ       | NQ        | NQ      | [ 42 ] |
| Kristian Gołomeew                                                           | 50 m dowolnym     | 21,93      | 10.        | 21,98    | 13.      | NQ        | NQ      | [ 42 ] |
| Kristian Gołomeew                                                           | 100 m dowolnym    | 48,68      | 20.        | NQ       | NQ       | NQ        | NQ      | [ 43 ] |
| Dimitrios Dimitriou                                                         | 400 m dowolnym    | 3:54,98    | 41.        | N/A      | N/A      | NQ        | NQ      | [ 44 ] |
| Apostolos Christou                                                          | 100 m grzbietowym | 54,12      | 18.        | NQ       | NQ       | NQ        | NQ      | [ 45 ] |
| Apostolos Christou                                                          | 200 m grzbietowym | 1:59,78    | 24.        | NQ       | NQ       | NQ        | NQ      | [ 46 ] |
| Panajotis Samilidis                                                         | 100 m klasycznym  | 1:00,35    | 19.        | NQ       | NQ       | NQ        | NQ      | [ 47 ] |
| Panajotis Samilidis                                                         | 200 m klasycznym  | 2:12,68    | 27.        | NQ       | NQ       | NQ        | NQ      | [ 48 ] |
| Dimitrios Koulouris                                                         | 200 m klasycznym  | 2:14,86    | 35.        | NQ       | NQ       | NQ        | NQ      | [ 48 ] |
| Stefanos Dimitriadis                                                        | 200 m motylkowym  | 1:56,76    | 18.        | NQ       | NQ       | NQ        | NQ      | [ 49 ] |
| Andreas Wazeos                                                              | 200 m zmiennym    | 1:59,33    | 9.         | 1:59,54  | 11.      | NQ        | NQ      | [ 50 ] |
| Spiridon Janiotis                                                           | 10 km             | NQ         | NQ         | NQ       | NQ       | 1:52:59,8 | srebro  | [ 51 ] |
| Kristian Gołomeew Christos Katrantzis Odysseus Meladinis Apostolos Christou | 4 × 100m dowolnym | 3:14,62    | 10.        | N/A      | N/A      | NQ        | NQ      | [ 52 ] |
| Apostolos Christou Kristian Gołomeew Panajotis Samilidis Andreas Wazeos     | 4 × 100m zmiennym | 3:36,75    | 15.        | N/A      | N/A      | NQ        | NQ      | [ 53 ] |

Kobiety
| Zawodniczka       | Konkurencja     | Eliminacje | Eliminacje | Półfinał | Półfinał | Finał     | Finał   | Źródło |
| Zawodniczka       | Konkurencja     | Czas       | Miejsce    | Czas     | Miejsce  | Czas      | Miejsce | Źródło |
| ----------------- | --------------- | ---------- | ---------- | -------- | -------- | --------- | ------- | ------ |
| Theodora Drakou   | 50m dowolnym    | 25,36      | 31.        | NQ       | NQ       | NQ        | NQ      | [ 54 ] |
| Anna Ntountounaki | 100m motylkowym | 58,27      | 17.        | NQ       | NQ       | NQ        | NQ      | [ 55 ] |
| Kristel Wurna     | 100m motylkowym | 58,89      | 22.        | NQ       | NQ       | NQ        | NQ      | [ 55 ] |
| Kalliopi Araouzou | 10 km           | N/A        | N/A        | N/A      | N/A      | 1:57:31,6 | 11.     | [ 56 ] |

### Pływanie synchroniczne
| Zawodnik                                  | Konkurencja | Eliminacje                    | Eliminacje                    | Eliminacje                 | Eliminacje                 | Eliminacje         | Eliminacje         | Finał         | Finał         | Finał    | Finał   | Źródło |
| Zawodnik                                  | Konkurencja | Eliminacje – runda techniczna | Eliminacje – runda techniczna | Eliminacje – runda dowolna | Eliminacje – runda dowolna | Eliminacje – Razem | Eliminacje – Razem | Runda dowolna | Runda dowolna | Razem    | Razem   | Źródło |
| Zawodnik                                  | Konkurencja | Punkty                        | Miejsce                       | Punkty                     | Miejsce                    | Punkty             | Miejsce            | Punkty        | Miejsce       | Punkty   | Miejsce | Źródło |
| Evangelia Papazoglou Evangelia Platanioti | Duety       | 85,3550                       | 10.                           | 86,1000                    | 10.                        | 171,4550           | 10.                | 85,3550       | 86,5000       | 171,8550 | 10.     | [ 57 ] |

### Podnoszenie ciężarów
| Zawodnik           | Konkurencja     | Rwanie | Rwanie  | Podrzut | Podrzut | Razem  | Pozycja | Źródło |
| Zawodnik           | Konkurencja     | Wynik  | Pozycja | Wynik   | Pozycja | Razem  | Pozycja | Źródło |
| ------------------ | --------------- | ------ | ------- | ------- | ------- | ------ | ------- | ------ |
| Teodoros Jakowidis | −85 kg mężczyzn | 160 kg | 9.      | 190 kg  | 13.     | 350 kg | 12.     | [ 58 ] |

### Strzelectwo
| Zawodnik        | Konkurencja                    | Kwalifikacje | Kwalifikacje | Półfinał | Półfinał | Finał | Finał   | Źródło |
| Zawodnik        | Konkurencja                    | Wynik        | Pozycja      | Wynik    | Pozycja  | Wynik | Pozycja | Źródło |
| --------------- | ------------------------------ | ------------ | ------------ | -------- | -------- | ----- | ------- | ------ |
| Efthimios Mitas | skeet                          | 119          | 13.          | NQ       | NQ       | NQ    | NQ      | [ 59 ] |
| Anna Korakaki   | pistolet pneumatyczny 10 m (k) | 387          | 3.           | N/A      | N/A      | 177,7 | brąz    | [ 60 ] |
| Anna Korakaki   | pistolet sportowy 25 m (k)     | 584          | 2.           | 19       | 1.       | 8     | złoto   | [ 60 ] |

### Szermierka
| Zawodnik                      | Konkurencja              | 1/32             | 1/16             | 1/8              | Ćwierćfinały     | Półfinały        | Finał            | Finał   | Źródło |
| Zawodnik                      | Konkurencja              | Przeciwnik Wynik | Przeciwnik Wynik | Przeciwnik Wynik | Przeciwnik Wynik | Przeciwnik Wynik | Przeciwnik Wynik | Pozycja | Źródło |
| ----------------------------- | ------------------------ | ---------------- | ---------------- | ---------------- | ---------------- | ---------------- | ---------------- | ------- | ------ |
| Aikaterini Kontochristopoulou | floret indywidualnie (k) | Đỗ P 13-15       | NQ               | NQ               | NQ               | NQ               | NQ               | NQ      | [ 61 ] |
| Vassiliki Vougiouka           | szabla indywidualnie     | BYE              | Wozniak W 15-8   | Jegorian P 11-15 | NQ               | NQ               | NQ               | NQ      | [ 62 ] |

### Tenis stołowy
| Zawodnik         | Konkurencja        | Eliminacje       | Runda 1          | Runda 2                 | Runda 3          | 1/8 finału       | Ćwierćfinały     | Półfinały        | Finał            | Finał   | Źródło |
| Zawodnik         | Konkurencja        | Przeciwnik Wynik | Przeciwnik Wynik | Przeciwnik Wynik        | Przeciwnik Wynik | Przeciwnik Wynik | Przeciwnik Wynik | Przeciwnik Wynik | Przeciwnik Wynik | Pozycja | Źródło |
| ---------------- | ------------------ | ---------------- | ---------------- | ----------------------- | ---------------- | ---------------- | ---------------- | ---------------- | ---------------- | ------- | ------ |
| Panajotis Gionis | gra pojedyncza (m) | BYE              | BYE              | Tanviriyavechakul W 4-0 | Mizutani P 1-4   | NQ               | NQ               | NQ               | NQ               | NQ      | [ 63 ] |

### Wioślarstwo
| Zawodnik                                                               | Konkurencja | Eliminacje | Eliminacje | Repesaż | Repesaż | Półfinały | Półfinały       | Finał   | Finał      | Miejsce | Źródło |
| Zawodnik                                                               | Konkurencja | Czas       | M.         | Czas    | M.      | Czas      | M.              | Czas    | M.         | Miejsce | Źródło |
| ---------------------------------------------------------------------- | ----------- | ---------- | ---------- | ------- | ------- | --------- | --------------- | ------- | ---------- | ------- | ------ |
| Dionisis Angelopoulos Janis Tsilis Jorgos Dzialas Janis Christu        | M4-         | 5:59,65    | 2.         | BYE     | BYE     | 6:24,04   | 5. Półfinał A/B | 6:00,56 | 2. Finał B | 8.      | [ 64 ] |
| Spyridon Giannaros Panajotis Magdanis Stefanos Ntouskos Ioannis Petrou | LM4-        | 6:05,27    | 3.         | BYE     | BYE     | 6:23,95   | 3. Półfinał A/B | 6:36,47 | 6. Finał A | 6.      | [ 65 ] |
| Ekaterini Nikolaidu Sofia Asoumanaki                                   | W2x         | 7:20,64    | 3.         | BYE     | BYE     | 6:51,99   | 1. Półfinał A/B | 7:48,62 | 4. Finał A | 6.      | [ 66 ] |

### Zapasy
Kobiety – styl wolny
| Zawodniczka       | Konkurencja | Kwalifikacje     | 1/8              | Ćwierćfinał      | Półfinał         | Repesaż 1        | Repesaż 2        | Finał/3.miejsce  | Finał/3.miejsce | Źródło |
| Zawodniczka       | Konkurencja | Przeciwnik Wynik | Przeciwnik Wynik | Przeciwnik Wynik | Przeciwnik Wynik | Przeciwnik Wynik | Przeciwnik Wynik | Przeciwnik Wynik | Pozycja         | Źródło |
| ----------------- | ----------- | ---------------- | ---------------- | ---------------- | ---------------- | ---------------- | ---------------- | ---------------- | --------------- | ------ |
| Maria Prewolaraki | −53 kg      | BYE              | Kumari W 3-1     | Argüello P 1-3   | NQ               | NQ               | NQ               | NQ               | 10.             | [ 67 ] |

### Żeglarstwo
Kobiety
| Zawodnik           | Konkurencja | Wyścig | Wyścig | Wyścig | Wyścig | Wyścig | Wyścig | Wyścig | Wyścig | Wyścig | Wyścig | Wyścig | Wyścig | Wyścig | Punkty | Finałowa pozycja | Źródło |
| Zawodnik           | Konkurencja | 1      | 2      | 3      | 4      | 5      | 6      | 7      | 8      | 9      | 10     | 11     | 12     | M*     | Punkty | Finałowa pozycja | Źródło |
| ------------------ | ----------- | ------ | ------ | ------ | ------ | ------ | ------ | ------ | ------ | ------ | ------ | ------ | ------ | ------ | ------ | ---------------- | ------ |
| Angeliki Skarlatou | RS:X        | 16     | 17     | 7      | 12     | 17     | 15     | 27     | 20     | 16     | 15     | 20     | 16     | NQ     | 171    | 19.              | [ 68 ] |

Mężczyźni
| Zawodnik                        | Konkurencja | Wyścig | Wyścig | Wyścig | Wyścig | Wyścig | Wyścig | Wyścig | Wyścig | Wyścig | Wyścig | Wyścig | Wyścig | Wyścig | Punkty | Finałowa pozycja | Źródło |
| Zawodnik                        | Konkurencja | 1      | 2      | 3      | 4      | 5      | 6      | 7      | 8      | 9      | 10     | 11     | 12     | M*     | Punkty | Finałowa pozycja | Źródło |
| ------------------------------- | ----------- | ------ | ------ | ------ | ------ | ------ | ------ | ------ | ------ | ------ | ------ | ------ | ------ | ------ | ------ | ---------------- | ------ |
| Byron Kokkalanis                | RS:X        | 2      | 2      | 6      | 13     | 5      | 5      | 5      | 8      | 12     | 12     | 11     | 10     | 18     | 96     | 5.               | [ 69 ] |
| Ioannis Mitakis                 | Finn        | 12     | 24     | 3      | 2      | 13     | 12     | 21     | 9      | 13     | 3      | N/A    | N/A    | NQ     | 88     | 11.              | [ 70 ] |
| Panajotis Mandis Pawlos Kajalis | 470         | 9      | 3      | 1      | 5      | 13     | 9      | 5      | 2      | 2      | 2      | N/A    | N/A    | 20     | 58     | brąz             | [ 71 ] |

Open
| Zawodnik                       | Konkurencja | Wyścig | Wyścig | Wyścig | Wyścig | Wyścig | Wyścig | Wyścig | Wyścig | Wyścig | Wyścig | Wyścig | Wyścig | Wyścig | Punkty | Finałowa pozycja | Źródło |
| Zawodnik                       | Konkurencja | 1      | 2      | 3      | 4      | 5      | 6      | 7      | 8      | 9      | 10     | 11     | 12     | M*     | Punkty | Finałowa pozycja | Źródło |
| ------------------------------ | ----------- | ------ | ------ | ------ | ------ | ------ | ------ | ------ | ------ | ------ | ------ | ------ | ------ | ------ | ------ | ---------------- | ------ |
| Sofia Bekatoru Mike Pateniotis | Nacra 17    | 21     | 21 DSQ | 16     | 4      | 6      | 11     | 3      | 15     | 14     | 18     | 21     | 19     | NQ     | 148    | 18.              | [ 72 ] |

M = Wyścig medalowy